# پادتن ثابت سنگین آلفا 1
پادتن ثابت سنگین آلفا 1 یک ژن ایمونوگلوبولین با نماد IGH1 ایمونوگلوبولین است. یک بخش ثابت (C) از ایمونوگلوبولین زنجیره سنگین را رمزگذاری می‌کند. ایمونوگلوبولین A یک آنتی بادی است که نقش مهم را در عملکرد ایمنی در غشاهای مخاطی دارد. ساختار IgA  همان ساختار معمول دیگر کلاس‌های آنتی بادی را نیز نشان می‌دهد که دارای دو زنجیره سنگین و دو زنجیره سبک  و 4 حوزهٔ متمایز , یک منطقهٔ متغیر و سه منطقهٔ متغیر است.
IgA به عنوان یک کلاس عمده ای از ایمونوگلوبولین‌ها در ترشحات بدن نقش مهمی در دفاع از عفونت و همچنین جلوگیری از دسترسی آنتی ژن‌های خارجی به سیستم ایمونولوژیک دارد.

## کشف
IGHA1 برای اولین بار در سال 1975 هنگامی که ساختار اولیه IgA توسط توالی‌های پپتیدهای tryptic و  chymotryptic  توضیح داده شد, به‌طور دقیق توضیح داده شد. به‌طور مشابه توالی اولیه به صورت جداگانه برای زنجیرهٔ آلفا 2 از پروتئین در سال 1979 تعیین شد.
توالی نوکلئوتیدی کامل برای منطقهٔ ثابت زنجیرهٔ سنگین آلفا 1 و مناطق زنجیره سنگین آلفا 2 در سال 1984 منتشر شد و نشان می‌داد که ژن‌ها از سه اگزون ساخته شده‌اند که هرکدام یک محدودهٔ خاصی از قلمرو پروتئین را رمزگذاری می‌کردند.

## موقعیت ژنی
ژن‌های کدگذاری IGHA1 بر روی کروموزوم 14 انسان یافت می‌شود. توالی رمزگذاری IGHA1 به اندازهٔ 1497 نوکلئوتید طول دارد و بین مکان‌های هندسی 105 و 707 و 168 و 105 و 664 و 708 یافت می‌شود. همچنین محل کروموزوم مذکور, 14q32.33 گفته شده.

## ساختار پروتئین
ناحیه C زنجیر Ig alpha1 در اولین ناحیه ثابت IgA قرار دارد و از یک دنباله اسید آمینه به طول 353 اسیدآمینه آزاد تشکیل شده‌است. ساختار ثانویهٔ موجود در این منطقه توسط رشته‌های بتا تحت سلطه قرار گرفته که 4 الگوی بتای غیرموازی را تعریف می‌کند. این ورقه‌های بتای غیر موازی باهم ادغام می‌شوند و دو بتا-ساندویچ,ساختار سوم معمولی کلاس ایمونوگلوبولینی, را ایجاد می‌کنند. دو ورقهٔ بتا که در هر بتا-ساندویچ قرار دارد توسط مارپیچ آلفا هلیکس در یک طرف وصل می‌شوند. این آلفا هلیکس‌ها محل اتصال را برای این پروتئین تعریف می‌کنند,با منطقهٔ پیوند که یک رشتهٔ غیر موازی بتا در هر دو طرف مارپیچ همکاری می‌کند.علاوه بر منطقه‌های پیوند,طرف مقابل بتا-ساندویچ با یک سری حلقه‌ها متصل شده‌است که یک سیستم حلقهٔ hypervariable (بسیارمتغیر) را تعریف می‌کنند که ممکن است در تعیین خاص و مشخص بودن تعامل بین IgA و یک آنتی ژن ایفای نقش کند.

## اطلاعات آسیب شناسی
IGH1 در یک اختلال کروموزومی شناخته شده در خطوط متعدد میلوما دخالت دارد. این ناهنجاری به عنوان یک رخداد جابه جایی کروموزومی شناخته شده که در آن انتقال بین IGHA1(موجود روی کروموزوم 14) و  FCRL4 (توالی ژنی که گیرندهٔ مهارکننده را کدگذاری می‌کند روی کروموزوم 1 یافت شده) منجر به تولید پروتئین فیوژن می‌شود.